# Not All Dogs Go to Heaven
Not All Dogs Go to Heaven («Не все псы попадают в рай») — одиннадцатая серия седьмого сезона мультсериала «Гриффины». Премьерный показ состоялся 29 марта 2009 года на канале FOX.

## Сюжет
Семья Гриффинов посещает ежегодную выставку-собрание фанатов «Звёздного пути», ярым поклонником которого является Питер. Стьюи разъярён, что ему не дают задать вопросы актёрам сериала, а Мег там откровенно скучно, и вдобавок отец заставляет её сфотографироваться с человеком в костюме пришельца. Оказывается, что на лице у него не ужасная маска, а просто он болен свинкой. Непривитая Мег заболевает.
Мег выходит из своей комнаты спустя пять дней: исцелённая и с новой верой в Бога, так как всё это время она смотрела по телевизору единственный работающий религиозный канал. Она решает нести слово Божие повсюду, и начинает с атеиста Брайана. Тот не поддаётся, и тогда Мег подсовывает сюжет об «обнаруженном ею атеисте» в местные новости. Жители Куахога оказываются отнюдь не толерантны, как надеялся пёс, и начинают гонения на него. Особенно тяжело даётся Брайану то, что «ему не наливают ни в одном баре». Решив притвориться, Брайан заявляет Мег, что уверовал в Бога. Та рада, распространяет эту новость, и Брайан снова может свободно выпивать. Однако, оказывается, теперь Брайану предстоит выполнять, наравне со всеми, «угодную Богу работу» — сжигать «антибожественные» книги. Псу удаётся заставить Мег пересмотреть её отношение к Богу: «Если бы он тебя правда любил, стал бы он тебя помещать на Землю с такой плоской грудью и толстой задницей? В семью, которой до тебя дела нет?». После этого выясняется, что всё действие происходило внутри молекул абажура в общей спальне Адама Веста и Роба Лоу.
Тем временем Стьюи конструирует транспортатор, который заставляет явиться к нему актёров «Звёздного пути», и ответить-таки наконец на его вопросы. Расправившись с Дениз Кросби (точно, как в телесериале), Стьюи угоняет фургон Кливленда и везёт команду в Макдоналдс, а после этого в боулинг. В течение дня Стьюи приходит к выводу, что «все они — тупые идиоты», и «транспортирует» их обратно.

## Создание
Автор сценария: Дэнни Смит
Режиссёр: Грег Колтон
Композитор: Уолтер Мёрфи
Приглашённые знаменитости: Патрик Стюарт, Левар Бертон, Гейтс Макфадден, Майкл Дорн, Уил Уитон, Дениз Кросби, Марина Сиртис, Брент Спайнер, Джонатан Фрейкс, Адам Уэст (в не-анимационной врезке) и Роб Лоу (в не-анимационной врезке) — все камео
Премьеру эпизода посмотрели 4,8 % американских семей; в момент трансляции премьеры 7 % телевизоров США были переключены на канал FOX.
Регулярным критиком (IGN, обозреватель Ахсан Хак) эпизод был принят с восторгом.